# Pahkosaari (ö i Lappland)
Pahkosaari är en ö i Finland. Den ligger i sjön Yli-Kitka och i kommunen Posio i den ekonomiska regionen  Östra Lapplands ekonomiska region  och landskapet Lappland, i den nordöstra delen av landet, 700 km norr om huvudstaden Helsingfors. Öns största längd är 2,2 kilometer i öst-västlig riktning.